# Huajiang-Schlucht-Brücke
Die Huajiang-Schlucht-Brücke ist eine in Bau befindliche Hängebrücke im Kreis Zhenfeng der Provinz Guizhou in China, die in der zweiten Hälfte von 2025 dem Verkehr übergeben werden soll. Mit einer Höhe von 625 m über den darunter liegenden Fluss Beipan Jiang wird sie die höchste Brücke der Welt sein und den bisherigen Rekordhalter, die Beipanjiang-Brücke, ablösen.
Sie wird den ebenfalls im Bau befindlichen Liuzhi–Anlong Expressway über die Huajiang-Schlucht des Beipan Jiang führen. Außerdem soll sie zu einer Touristenattraktion werden. Eine eigene Ausfahrt wird zu einem Besucherzentrum bei der Brücke führen. Am südlichen, 205 m hohen Pylon ist eine Aufzugsanlage mit zwei verglasten Kabinen vorgesehen, die die Besucher zu einem 145 m über dem Straßenniveau zwischen den Pylonspitzen eingefügten Stargazing Bar and Café befördern wird. In der 8 m hohen stählernen Fachwerkkonstruktion des 1420 m langen Fahrbahnträgers werden zwei Fußgängerwege zu einem Restaurant und Aufenthaltsräumen mit Glasböden führen sowie zu einer Plattform zum Bungeespringen direkt über dem Fluss.
Die insgesamt 2890 m lange Brücke besteht außerhalb ihrer beiden 262 m bzw. 205 m hohen Betonpylone aus Spannbeton-Balkenbrücken, wobei für jede Fahrtrichtung eigenständige Brückenbauwerke mit eigenen Pfeilern und Fahrbahnträgern gebaut werden.